# Sharka Blue
Sharka Blue (Chomutov, 7 de abril de 1981) es una actriz pornográfica checa.
fue a nominada para los Premios AVN 2008 por Mejor escena de sexo en una Producción de Foreign-Shot  (Maison Erotique).

## Biografía
Debutó en el porno softcore en el 2002 con el fotógrafo Pierre Woodman.
Actualmente ella ha filmado más de 300 películas, en las cuales realiza normalmente sexo anal, y en la mayoría sexo interracial el cual asegura disfrutar mucho.

## Premios
- 2005 FICEB Award Ninfa: Mejor Actriz de Reparto[3]
- 2006 Premios AVN Nominada: Actriz Extranjera del Año[4]
- 2007 Premios AVN Nominada:Mejor Escena de Sexo en una Producción Extranjera[5]
- 2008 Premios AVN Nominada:Mejor Escena de Sexo en una Producción Extranjera[6]